# LibHaru
LibHaru — це вільна кросплатформна відкрита бібліотека для створення PDF файлів. На даний момент вона не підтримує читання і редагування існуючих PDF файлів.
Бібліотека дозволяє:
- Генерувати PDF файли з текстом, векторною і растровою графікою.
- Використовувати закладки, анотації.
- Стискати документ з використанням алгоритму Deflate.
- Вбудовувати рисунки у форматах PNG і JPEG.
- Вбудовувати шрифти Type1 і TrueType.
- Створювати зашифровані PDF файли використовуючи потоковий шифр RC4 з довжиною ключа від 40 до 128 біт.
- Використовувати різні набори символів (ISO8859-1~16, MS CP1250~8, KOI8-R).
- Застосовувати китайські, корейські і японські шрифти (CID) і набори символів.

Створення PDF файлів за допомогою бібліотеки libHaru не потребує знання складностей внутрішньої структури PDF файлів.

## Підтримувані компілятори і мови програмування
LibHaru написана на ANSI C і повинна компілюватись будь-яким компілятором, сумісним з ANSI C.
Вона тестувалась на наступних платформах:
- Cygwin + GCC (Microsoft Windows).
- Cygwin + MinGW (Microsoft Windows).
- MSYS + MinGW (Microsoft Windows).
- Microsoft VC++ (Microsoft Windows).
- Borland C++ (Microsoft Windows).
- GCC (Linux, FreeBSD, NetBSD, Solaris...).

Може використовуватись у вигляді статичної (.a, .lib) або динамічної (.so, .dll) бібліотек.
У вигляді статичної бібліотеки її можна використовувати лише в мовах програмування C і C++. 
У вигляді динамічної бібліотеки може бути використана в будь-якій мові програмування, яка їх підтримує.
Біндінги бібліотеки доступні для таких мов програмування:
- C++[5]
- C#
- Delphi
- Free Basic
- Free Pascal
- Python
- Ruby
- Visual Basic
- PHP[6]
- Perl[7]
- Lua[8]
- JavaScript[9]

## Залежності
libHary використовує бібліотеку zlib для стиснення даних і libpng для вбудовування рисунків у форматі PNG.

## Приклади використання
Приклад використання в мові програмування C з обробником помилок:
```
#include
 
<stdio.h>

#include
 
<setjmp.h>

#include
 
<hpdf.h>

jmp_buf
 
env
;

#ifdef HPDF_DLL

void
 
__stdcall

#else

void

#endif 

error_handler
(
HPDF_STATUS
 
error_no
,
 
HPDF_STATUS
 
detail_no
,
 
void
 
*
user_data
)

{

    
/* виклик longjmp() у випадку виникнення помилки */

    
printf
(
"ERROR: error_no=%04X, detail_no=%d
\n
"
,
 
(
unsigned
 
int
)
error_no
,
 
(
int
)
detail_no
);

    
longjmp
(
env
,
 
1
);

}

int
 
main
()
 

{

    
/* встановлюємо обробник помилок під час створення об'єкта PDF_Doc */

    
HPDF_Doc
 
pdf
;

    
pdf
 
=
 
HPDF_New
(
error_handler
,
 
NULL
);

    
if
 
(
!
pdf
)
 
{

        
printf
(
"ERROR: cannot create PdfDoc object
\n
"
);

        
return
 
1
;

    
}

    
if
 
(
setjmp
(
env
))
 
{

        
HPDF_Free
(
pdf
);

        
return
 
1
;

    
}

    
/* робота з документом

     * (перевіряти коди повернень функцій не потрібно) 

     */

    
/* збереження документа у файл */

    
HPDF_SaveToFile
(
pdf
,
 
fname
);

    
/* очищення */

    
HPDF_Free
(
pdf
);

    
return
 
0
;

}

```

Приклад використання на C++:
```
#include
 
<cstdio>

#include
 
<stdexcept>

#include
 
<iostream>

#include
 
<hpdf.h>

#ifdef HPDF_DLL

void
 
__stdcall

#else

void

#endif

error_handler
(
HPDF_STATUS
 
error_no
,
 
HPDF_STATUS
 
detail_no
,
 
void
 
*
user_data
)

{

    
// генерування виключення у випадку виникнення помилки

    
char
 
err_msg
[
50
];

    
sprintf
(
err_msg
,
 
"ERROR: error_no=%04X, detail_no=%d"
,
 
(
unsigned
 
int
)
error_no
,
 
(
int
)
detail_no
);

    
throw
 
std
::
runtime_error
(
err_msg
);

}

int
 
main
()

{

    
HPDF_Doc
 
pdf
;

    
pdf
 
=
 
HPDF_New
(
error_handler
,
 
NULL
);

    
if
 
(
!
pdf
)
 
{

	
std
::
cout
 
<<
 
"ERROR: cannot create PdfDoc object"
 
<<
 
std
::
endl
;

	
return
 
1
;

    
}

    
try
 
{

        
const
 
char
*
 
message
 
=
 
"Hello, world!"
;

        
// завантаження стандартного шрифту Times Roman з набором символів за замовчуванням

	
HPDF_Font
 
font
 
=
 
HPDF_GetFont
(
pdf
,
 
"Times-Roman"
,
 
NULL
);

        
// додавання нової сторінки до документа і задання для неї шрифту

	
HPDF_Page
 
page
 
=
 
HPDF_AddPage
(
pdf
);

        
HPDF_Page_SetFontAndSize
(
page
,
 
font
,
 
36
);

        
// отримання ширини і висоти сторінки та довжини повідомлення

	
const
 
HPDF_REAL
 
page_width
 
=
 
HPDF_Page_GetWidth
(
page
);

	
const
 
HPDF_REAL
 
page_height
 
=
 
HPDF_Page_GetHeight
(
page
);

	
const
 
HPDF_REAL
 
message_width
 
=
 
HPDF_Page_TextWidth
(
page
,
 
message
);

	
// вивід повідомлення в центрі сторінки

	
HPDF_Page_BeginText
(
page
);

	
HPDF_Page_TextOut
(
page
,
 
(
page_width
-
message_width
)
/
2
,
 
page_height
/
2
,
 
message
);

        
HPDF_Page_EndText
(
page
);

	
// збереження результату у файл

	
HPDF_SaveToFile
(
pdf
,
 
"helloworld.pdf"
);

    
}
 
catch
 
(
std
::
exception
&
 
e
)
 
{

	
std
::
cout
 
<<
 
e
.
what
()
 
<<
 
std
::
endl
;

	
HPDF_Free
(
pdf
);

	
return
 
1
;

    
}

    
// очищення

    
HPDF_Free
(
pdf
);

    
return
 
0
;

}

```

## Підтримка кирилиці
Підтримка кирилиці стандартними шрифтами PDF дуже обмежена. Для повноцінної її підтримки потрібно використовувати зовнішні шрифти. 
```
const
 
char
*
 
font_path
 
=
 
"c:
\\
windows
\\
fonts
\\
times.ttf"
;

const
 
char
*
 
font_name
 
=
 
HPDF_LoadTTFontFromFile
(
pdf
,
 
font_path
,
 
HPDF_TRUE
);

HPDF_Font
 
font
 
=
 
HPDF_GetFont
(
pdf
,
 
font_name
,
 
"CP1251"
);

HPDF_Page_SetFontAndSize
(
page
,
 
font
,
 
10
);

```